# Флаг Армянской ССР
Флаг Армя́нской ССР (арм. ՀԽՍՀ դրոշ) — государственный символ Армянской ССР. Утверждён Указом Президиума Верховного Совета Армянской ССР 17 декабря 1952 года.
Статья 167 Конституции Армении (1978): «Государственный флаг Армянской Советской Социалистической Республики представляет собой красное прямоугольное полотнище с синей полосой посредине во всю длину флага. На верхней красной части полотнища флага, у древка, изображены золотые серп и молот, а над ними красная пятиконечная звезда, обрамлённая золотой каймой. Отношение ширины флага к его длине — 1:2».
29 апреля 1981 вышло положение о флаге Армянской ССР, в котором в частности даётся подробное описание флага:

«Государственный флаг Армянской Советской Социалистической Республики представляет собой красное прямоугольное полотнище с синей полосой посередине во всю длину флага. На верхней красной части полотнища флага, у древка, изображены золотые серп и молот, а над ними красная пятиконечная звезда, обрамлённая золотой каймой. Отношение ширины флага к его длине — 1:2. 

Серп и молот вписываются в квадрат, сторона которого равна 1/5 ширины флага. Острый конец серпа приходится по середине верхней стороны квадрата, рукоятки серпа и молота упираются в нижние углы квадрата. Длина молота с рукояткой составляет 3/4 диагонали квадрата. Пятиконечная звезда вписывается в окружность диаметром в 1/10 ширины флага, касающуюся середины верхней стороны квадрата. Расстояние вертикальной оси звезды серпа и молота от древка равняется 1/4 ширины флага. Расстояние от верхней кромки флага до центра звезды 1/11 ширины флага».

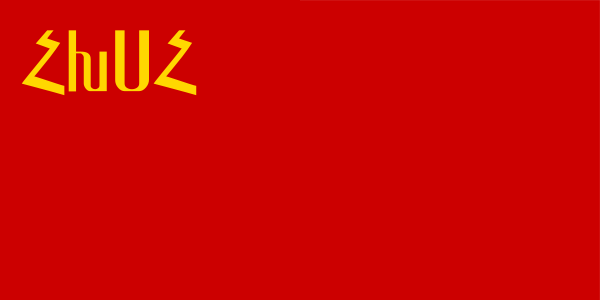
1920—1922
февраль—март 1922
1936—1940
1940—1952
1952—1990